# Beforeigners
Beforeigners är en norsk TV-serie från 2019, producerad av Rubicon för HBO Nordic.

## Handling
I Bjørvika, mitt i centrala Oslo, syns märkliga ljusblixtar. Ur vattnet kommer en mängd människor, från stenåldern, vikingatiden och 1800-talet. De första talar forn-norska, och är helt övertygade om att de inte kan återvända till sin egen tid.
Närmare tjugo år senare kämpar ”framvandrarna” med att smälta in i det nutida samhället, och lyckas väldigt olika bra.
Polisen Lars Haaland, som mötte några av de första framvandrarna, är skild, och hustrun lever som aspirerande viktorian med en man från 1800-talet. Haaland har utvecklat ett drogmissbruk, och har en klart ansträngd relation till före detta hustrun.
En dag hittas en död kvinna med stenålderstatueringar. Haaland får ansvaret för utredningen, assisterad av den helt nyutbildade polisen Alfhildr Enginnsdottir, som är en sköldmö från 1000-talet. Hon är den första polisen som har en ”multi-temporal bakgrund”, och betraktas av några som PR-trick, eller ”B4-maskot” (från ”before”, före).

Haaland kommer på Alfhildr med att driva en egen ”utredning”, men avstår från att rapportera det när hon hotar med att rapportera hans drogmissbruk.
Obduktion visar att den döda kvinnan har strypts, en liten flicka säger sig ha sett ”ett grönt havsmonster med glödande ögon”, och som det sedan visar sig kan ha varit en trål.

I en tillbakablick rider Alfhildr in i en samisk by, för att försöka hitta en man som heter Tore Hund. Byns shaman berättar om ”sjön med tusen ljus”, och om ett land långt bort där ”husen är höga som berg”.

Lars och Alfhildr fortsätter följa upp trålen, och hittar ett hus fyllt av framvandrar-kvinnor, som används som sexslavar. Polisen fritar kvinnorna.
Samtidigt fortsätter det att komma nya framvandrare, så många att de kräver en hel del för att hantera.
Utredningen av den mördade kvinnan går mycket trögt, polisen får inte riktigt något att arbeta med. En andra obduktion visar att hon inte är från stenåldern, utan en nutida kvinna som låtsas vara framvandrare. Polisen hittar fler liknande exempel, nutidsmänniskor som lägger bort sin nutida identitet, och försöker se ut att komma från till exempel 1800-talet. En av dem tar sig in i polisens datorer, och hjälper en misstänkt att rymma, som sedan skjuts till döds.

Haalands missbruk förvärras, han är påverkad även under dagtid. Alfhildr är lika illa ute, hon dricker på nätterna, och är bakfull under arbetstid.

I den fortsatta utredningen av den misstänkte som mördades visar sig att han mördats av en före detta militär, som sedan antagit en identitet som 1800-talsmänniska.

Haalands missbruk sätter honom i en ännu mer tillspetsad situation än tidigare, han tvingas gå med på avvänjning, och tvingas bort från polisen.

Utredningen av den döda kvinnan tar ett stort steg framåt, med hjälp av DNA från en av Alfhildrs tidigare älskare. Det visar sig att kvinnan var en undersökande reporter, som skulle granska sexindustrin, men som avslöjades. Att själva mordet lösts öppnar ytterligare frågor, bland annat om vem som gav order om att reportern skulle mördas.

I en återblick visar sig att Alfhildr hittades i vattnet som litet barn, och hade då en nutida flytväst. Det är ytterligare ett tecken på att det inte bara kan finnas framvandrare, utan ”bakvandrare”, människor från vår tid som dykt upp till exempel på vikingatiden.
Alfhildr och Haaland möts i en bar, pratar om sin respektive situation, och kommer överens om att de är osäkra på nästa steg.